# Togué Morari
Togué Morari is een gemeente (commune) in de regio Mopti in Mali. De gemeente telt 9900 inwoners (2009).